# Virginia McKennaová
Dame Virginia Anne McKennaová, nepřechýleně Dame Virginia Anne McKenna, (* 7. června 1931 Londýn) je britská divadelní a filmová herečka, spisovatelka, aktivistka za práva zvířat a bojovnice za ochranu přírody, vyznamenaná Řádem britského impéria. Je známá především díky filmům Město jako Alice (1956), Carve Her Name with Pride (1958), oskarovému filmu Volání divočiny (1966) a Kruhy na vodě (1969), a také díky své práci pro nadaci Born Free Foundation.

## Mládí
Virginia McKennaová se narodila ve čtvrti Marylebone v Londýně) do divadelní rodiny a vystudovala Heron's Ghyll School, bývalou nezávislou internátní školu poblíž města Horsham v hrabství West Sussex. Šest let strávila v Jižní Africe (nyní Jihoafrická republika, než se ve čtrnácti letech do školy vrátila, a poté navštěvovala Central School of Speech and Drama, která v té době sídlila v londýnské Royal Albert Hall.

## Kariéra
V 19 letech Virginia McKennaová strávila šest měsíců v Dundee Repertory Theatre (ve Skotsku, ve městě Dundee). Poté působila na jevišti divadla v londýnském West Endu, kde debutovala ve hře Penny for a Song. V televizi na sebe upozornila účinkováním ve filmech Winter's Tale (s Johnem Gielgudem) a Shout Aloud Salvation.
Prvním filmem Virginia McKennaová bylo drama The Second Mrs Tanqueray z roku 1952, ve stejném roce následovala ještě role v komedii Otec se má dobře (v originále Father's Doing Fine). Malou roli měla také v populárním válečném filmu Kruté moře (The Cruel Sea) z roku 1953, větší roli získala v nízkorozpočtové komedii The Oracle z téhož roku. Výborné recenze získala za svůj výkon v divadelní hře The River Line.
V letech 1954–1955 byla členkou divadelní společnosti Old Vic, kde hrála v titule Jindřich IV. a Richard II. V roce 1954 byla na několik měsíců provdána za herce Denholma Elliotta, s nímž se seznámila při natáčení filmu Kruté moře. Jejich manželství ale rychle skončilo kvůli jeho pletkám s muži. V roce 1957 se provdala za herce Williama Traverse (Billa Traverse), s nímž měla čtyři děti a za něhož zůstala provdána až do jeho smrti v roce 1994.
Virginia McKennaová se k filmu vrátila rolí v dramatu Simba (1955) podle skutečných událostí, ve kterém si zahrála Mary Crawfordovou, jejím partnerem byl Dirk Bogarde. Společnost Rank s ní podepsala dlouhodobou smlouvu a režisér Brian Desmond Hurst o ní prohlásil: „Má před sebou úžasnou budoucnost, pokud bude její talent správně využit. Má všechny kvality mladé Ingrid Bergmanové a mladé Katharine Hepburnové“. V roce 1955 Virginia McKennaová hrála také ve filmu Loď, která zemřela hanbou, který je kombinací dramatu a krimi.

### Mezinárodní hvězda
Virginia McKennaová v roce 1956 dostala hlavní roli ve válečném dramatu Město jako Alice po boku Petera Finche. Film byl kasovním trhákem a současně si získal přízeň filmových kritiků. Celkem pětkrát byl nominován na Filmovou cenu Britské akademie (tzv. cena BAFTA), z toho dvakrát tuto cenu získal: Peter Finch jako nejlepší britský herec a právě Virginia McKennaová jako nejlepší britská herečka. Virginia McKennaová byla také zvolena čtvrtou nejoblíbenější britskou hvězdou.
Její manžel Bill Travers a Virginia McKennaová dostali nabídku odjet do Hollywoodu a zahrát si v romantickém dramatu The Barretts of Wimpole Street (1957). Travers hrál roli Roberta Browninga a McKennaová měla vedlejší roli Henrietty Barrettová (sestru Elizabeth Barrettové). Film ale byl komerčně propadák. Ve stejném roce si Travers a McKennaová spolu s Margaret Rutherfordovou a Peterem Sellersem zahráli v komedii Nejmenší kino na světě (The Smallest Show on Earth), natočené již opět ve Velké Británii.
Virginia McKennaová měla další úspěšnou roli ve filmu Carve Her Name with Pride (1958), kde hrála agentku SOE za druhé světové války, podle skutečné postavy Violette Szabo. Za tuto roli byla nominována na další Filmovou cenu Britské akademie, tentokrát však tuto nominaci neproměnila. Současně byla zvolena pátou nejoblíbenější britskou hvězdou roku 1958 (a devátou nejoblíbenější bez ohledu na národnost).
Společně se svým manželem Bill Traversem si znovu zahrála ve filmu Passionate Summer (1959), poté měla vedlejší roli ve filmu Zkáza Mary Deare (The Wreck of the Mary Deare, 1959), který v koprodukci Spojené království/USA natočila společnost MGM. Travers a McKennaová si společně zahráli také ve filmu Two Living, One Dead z roku 1961, který se natáčel ve Švédsku (švédský název Två levande och en död) podle knihy Sigurda Christiansena. V roce 1965 hrála ve filmové adaptaci románu A Passage to India, která byla natočena pro BBC.

### Volání divočiny
Virginii McKennaovou si diváci pamatují především díky její roli Joy Adamsonové ve filmu Volání divočiny (v originále Born Free) z roku 1966, který byl natočen dle knižní předlohy a podle skutečného příběhu Lvice Elsy. Film získal celkem dva Oscary a tři nominace na Zlatý glóbus, z toho jedna nominaci v kategorii Nejlepší herečka – drama patřila právě Virginii McKennaové. Film měl nejen obrovský úspěch jak u diváků, tak u filmové kritiky, ale změnil život jí i jejímu manželovi Billu Traversovi, který hrál druhou hlavní roli strážce zvěře a ochránce přírody George Adamsona. Tato zkušenost je přivedla k tomu, že se oba stali aktivními zastánci práv divokých zvířat a ochrany jejich přirozeného prostředí.
Virginie McKennaová a její manžel Bill Travers si v roce 1969 společně zahráli v dalším příběhu s tematikou ochrany zvířat a přírody, Kruhy na vodě. Film natáčený v krásné horské přírodě Skotska a podle oblíbené knížky skotského přírodovědce a spisovatele Gavina Maxwella (jen prvního vydání se prodalo přes dva milióny výtisků, česky vyšla pod názvem Jasná voda vůkol) vypráví o podivuhodném přátelství muže a vydry, má docela vysoká divácká hodnocení, ale nedosáhl úspěchu filmu Volání divočiny.
A do třetice, Virginie McKennaová a její manžel Bill Travers si společně zahráli v žánrově velmi podobném, ale komediálně laděném filmu v roce 1970, v Československu byl uváděn pod názvem Obklíčeni slony (v originále An Elephant Called Slowly). Ve filmu vystupuje také jejich blízký přítel a ochránce přírody George Adamson, který hraje sám sebe. Následný předčasný úhyn slona Pole Pole v londýnské zoo vedl McKennaovou, jejího manžela Billa Traverse a nejstaršího syna Willa Traverse k tomu, že v roce 1984 založili organizaci Zoo Check, která se v roce 1991 přejmenovala na Born Free Foundation. V roce 1984 se McKennaová také zapojila do protestu proti špatným podmínkám v zoologické zahradě v Southamptonu, která byla o rok později uzavřena.

### Pozdější kariéra
Ve stejném roce jako byl natočen film Obklíčeni slony, tedy v roce 1970, vytvořila roli vévodkyně z Richmondu ve výpravném historickém válečném dramatu Waterloo, které bylo natočeno v koprodukci Sovětský svaz, Itálie a USA (režie Sergej Bondarčuk). V dalších letech již tolik nehrála, za zmínku stojí např. film Vlaštovky a Amazonky z roku 1974 podle stejnojmenného románu anglického spisovatele knížek pro děti Arthura Ransome (v Československu byl film uváděn pod názvem anglického originálu, kniha však vyšla s titulem Boj o ostrov). Virginie McKennaová zde hrála paní Walkerovou, tedy maminku čtyř sourozenců, kteří si říkají „Vlaštovky“.
V roce 1974 měla roli ještě v televizním životopisném filmu The Gathering Storm, který zachycuje několik klíčových let (1936–1940) ze života Winstona Churchilla. V koprodukci Spojeného království a USA (BBC a NBC) roli Winstona Churchilla ztvárnil velšský herec Richard Burton, Virginie McKennaová hrála jeho manželku Clementine Churchilovou. Název filmu je shodný s prvním svazkem šestidílné Churchillovi knižní autobiografie, ve Spojeném království však byl vysílán pod názvem Walk with Destiny.
V roce 1976 hrála menší role hned ve dvou rodinných televizních filmech: americký Peter Pan a koprodukce Spojené království/USA Beauty and Beast (jedna z mnoha verzí klasické pohádky Kráska a zvíře). Z mnohem pozdějších let lze uvést např. opět televizní film Souboj srdcí z roku 1991, psychologicko-romantický příběh Srdcová sedma z roku 1998 (oceněný Evropskou filmovou cenou za scénář, nominovaný na Filmovou cenu Britské akademie a na Zlatou mušli pro nejlepší film na MFF v San Sebastianu) nebo krimi komedii Zlaté časy z roku 2016 (v době natáčení bylo herečce již 84 let). V tomto filmu jsou manželé Arthur (hraje Bernard Hill) a Martha Goodeovy (Virginie McKennaová) po padesáti letech dodržování zákonů a placení daní vystaveni chudobě a donuceni ke zločineckému způsobu života. Finanční sektor jim ukradl jejich těžce vydřené penzijní úspory a oni je chtějí získat zpět.
Na divadle získala v roce 1979 Laurence Olivier Award za nejlepší ženský herecký výkon v britském muzikálu za roli ve hře The King and I (Král a já), tato hra je známá také z filmového zpracování. V průběhu let se objevovala v dalších filmech, ale byla také velmi aktivní v televizních rolích a na divadelních prknech.
Virginia McKennaová se také zasloužila o vznik a vybavení Muzea Gavina Maxwella na Eilean Bàn, posledním ostrovním domově tohoto přírodovědce a spisovatele, který se nejvíce proslavil svou knihou Ring of Bright Water (česky Jasná voda vůkol), podle které byla natočena již výše zmíněné filmová adaptace Kruhy na vodě z roku 1969, ve kterém hrála společně se svým manželem Billem Traversem. I ve vysokém věku se Virginie McKennaová aktivně angažuje v nadaci Born Free Foundation, kterou spoluzakládala.

## Vyznamenání
Virginia McKennaová byla dvakrát vyznamenána Řádem britského impéria. V roce 2004 byla jmenován důstojníkem Řádu britského impéria (OBE) za zásluhy o ochranu přírody a za přínos umění. V roce 2023 získala hvězdu Řádu britského impéria (Dame Commander: DBE) za zásluhy o ochranu přírody a dobré životní podmínky divokých zvířat.

## Osobní život
Manželé Virginia McKennaová a Bill Travers vychovali čtyři děti, jedním z nich je Will Travers (* 1958), který je režisérem, spisovatelem, pracovníkem rozhlasu a aktivistou za práva zvířat. Virginia McKennaová je babičkou herečky Lily Traversové (* 1990, hrála např. v sci-fi seriálu Doctor Who, česky Pán času nebo v historickém seriálu Viktorie).
V roce 1975 vydala album dvanácti písní s názvem Two Faces of Love, které obsahuje také dvě její vlastní skladby a zpívanou verzi básně „The Life That I Have“ z filmu Carve Her Name with Pride. Deska vyšla pod značkou Gold Star se dvěma kresbami, které zobrazují Virginii McKennaovou a nakreslila je její švagrová Linden Traversové. Při reedice alba pod značkou Rim v roce 1979 byla kresby nahrazeny fotografií.
Její audioknižní tvorba zahrnuje mimo jiné knihu pro děti The Secret Garden od anglo-americké spisovatelky Frances Hodgson Burnettové (český překlad vyšel poprvé v roce 1920, překlad do slovenštiny vyšel v roce 1999) a rovněž dětské knihy The Lonely Doll od kanadsko-americké spisovatelky a fotografky Dare Wrightové.
Virginia McKennaová je vegetariánka, vedle své aktivity v Born Free Foundation je rovněž patronkou národní charitativní organizace Cinnamon Trust, která pomáhá starším lidem, aby si mohli ponechat své domácí mazlíčky.
V březnu 2009 vyšla v londýnském nakladatelství Oberon Books její autobiografie The Life in My Years (ISBN 978-1-84002-898-0). V roce 2014 byla ve stejném nakladatelství vydána také elektronická verze knihy (ve formátech Epub a mobi), volně k dispozici jsou ukázky (ISBN 978-1-7831-9442-1).

## Filmografie a diskografie

### Hrané filmy
| Rok     | Originální název                 | Český název                                | Role                                     | Poznámky                                                                   |
| ------- | -------------------------------- | ------------------------------------------ | ---------------------------------------- | -------------------------------------------------------------------------- |
| 1952    | Father's Doing Fine              | Otec se má skvěle                          | Catherine                                |                                                                            |
| 1952    | The Second Mrs. Tanqueray        |                                            | Ellean Tanquerayová                      |                                                                            |
| 1953    | The Cruel Sea                    | Kruté moře                                 | Julie Hallam                             |                                                                            |
| 1953    | The Oracle                       |                                            | Shelagh                                  |                                                                            |
| 1955    | Simba                            |                                            | Mary Crawfordová                         |                                                                            |
| 1955    | The Ship That Died of Shame      | Loď, která zemřela hanbou                  | Helen Randallová                         |                                                                            |
| 1956    | A Town Like Alice                | Město jako Alice                           | Jean Pagetová                            | Filmová cena Britské akademie                                              |
| 1957    | The Barretts of Wimpole Street   | Barretovi z Wimple Street                  | Henrietta Barrettová                     |                                                                            |
| 1957    | The Smallest Show on Earth       | Nejmenší kino na světě                     | Jean Spenserová                          |                                                                            |
| 1958    | Carve Her Name with Pride        |                                            | Violette Szabo                           | nominace Filmová cena Britské akademie                                     |
| 1958    | Passionate Summer                |                                            | Judy Waringová                           | též Storm Over Jamaica                                                     |
| 1959    | The Wreck of the Mary Deare      | Zkáza lodi Mary Deare                      | Janet Taggartová                         |                                                                            |
| 1961    | Two Living, One Dead             |                                            | Helen Bergerová                          | natáčeno ve Švédsku                                                        |
| 1965    | A Passage to India               |                                            | Adela Questedová                         | TV film dle románu E. M. Forstera                                          |
| 1966    | Born Free                        | Volání divočiny                            | Joy Adamsonová                           | dva Oscary a tři nominace na Zlatý glóbus (vč. McKennaové)                 |
| 1969    | Ring of Bright Water             | Kruhy na vodě                              | Mary MacKenzieová                        | podle románu Gavina Maxwella Jasná voda vůkol                              |
| 1970    | An Elephant Called Slowly        | Obklíčeni slony                            | sama sebe                                |                                                                            |
| 1970    | Waterloo                         | Charlotte Lennoxová, vévodkyně z Richmondu | koprodukce, režie Sergej Bondarčuk       |                                                                            |
| 1972–73 | The Edwardians                   |                                            | Daisy Grevilleová, hraběnka z Warwicku   | TV seriál BBC                                                              |
| 1974    | Swallows and Amazons             | Vlaštovky a Amazonky                       | paní Walkerová, maminka čtyř „Vlaštovek“ | dle románu Boj o ostrov (angl. rovněž Vlaštovky a Amazonky)                |
| 1974    | The Gathering Storm              |                                            | Clementine Churchilová                   | životopisný TV film o Winstonu Churchillovi                                |
| 1975    | Cheap in August: Shades of Green |                                            | Mary Watsonová                           | TV seriál (Thames Television)                                              |
| 1975    | Beauty and the Beast             |                                            | Lucy                                     | TV film                                                                    |
| 1975    | Peter Pan                        |                                            |                                          | TV film                                                                    |
| 1977    | Holocaust 2000                   |                                            | Eva Caineová                             |                                                                            |
| 1977    | The Disappearance                |                                            | Catherine                                |                                                                            |
| 1979    | Julius Caesar                    |                                            | Portia                                   | BBC Television Shakespeare                                                 |
| 1982    | Blood Link                       |                                            | žena v tančírně                          |                                                                            |
| 1991    | Duel of Hearts                   | Souboj srdcí                               | lady Breconová                           |                                                                            |
| 1992    | The Camomile Lawn                |                                            | starší Polly                             | TV seriál                                                                  |
| 1994    | Staggered                        |                                            | Flora                                    |                                                                            |
| 1996    | September                        |                                            | Violet                                   | TV film                                                                    |
| 1998    | Sliding Doors                    | Srdcová sedma                              | Jamesova matka                           | Evropská filmová cena, Zlatá mušle, nominace Filmová cena Britské akademie |
| 2005    | A Murder is Announced            | Ohlášená vražda                            | Belle Goedlerová                         | epizoda se seriálu Slečna Marplová (Agatha Christie)                       |
| 2010    | Love/Loss                        |                                            | Mary                                     |                                                                            |
| 2012    | Leona Calderon                   |                                            | starší British Lady                      |                                                                            |
| 2016    | Golden Years                     | Zlaté roky                                 | Martha Goodeová                          |                                                                            |
| 2016    | Ethel & Ernest                   | Ethel a Ernest                             | Lady of the House                        | hlas                                                                       |
| 2019    | Widow's Walk                     |                                            | Myrtle                                   |                                                                            |

### Dokumentární filmy
- The Lions are Free je dokumentární pokračování filmu Volání divočiny (Born Free). Film zachycuje příběhy lvů, kteří se zúčastnili natáčení uvedeného hraného filmu. Scénář napsal manžel Virginie McKennaové Bill Travers, byl také jeho producentem a podílel se na režii (spolu s Jamesem Hillem, který režíroval Volání divočiny). Film se natáčel převážně v odlehlé oblasti Keni, kde lvi po natáčení volně žili. Ve filmu vystupuje George Adamson.
- Christian: The Lion at World's End (1971, česky Lev z konce světa) je dokumentární film o nyní známé cestě jednoho lva do rezervace v Keni, kterou spravuje George Adamson.
- Elsa – lvice, která změnila svět (2011) je název jednoho dílu z rozsáhlého dokumentárního přírodovědného seriálu BBC Svět přírody.
- V dalším dokumentárním přírodovědném seriálu Land of the Free vystupuje Virginie McKennaové nejméně ve dvou dílech: Animal Trafficking Redefined z roku 2020 a Out of the Shadows z roku 2022.

### Diskografie
- Two Faces of Love LP, Gold Star 15-030, 1975. Reedice jako Rim RIM 5001, 1979.
- The Love That I Have (Violette)/Homage to Renoir: singl, Sovereign SOV 125, 1974.
- The Love That I Have/Send in the Clowns: singl, RIM 002, 1979.